# Diethoxymethan
Diethoxymethan ist eine chemische Verbindung aus der Gruppe der Acetale.

## Gewinnung und Darstellung
Diethoxymethan kann durch Reaktion von Paraformaldehyd mit Ethanol gewonnen werden.

## Eigenschaften
Diethoxymethan ist eine leicht entzündbare, leicht flüchtige, farblose Flüssigkeit mit etherischem Geruch, die löslich in Wasser ist. Die Verbindung ist unter alkalischen Bedingungen stabil.

## Verwendung
Diethoxymethan wird in organischen Synthesen als Lösungsmittel insbesondere für Natriumhydridreaktionen, in der Organolithiumchemie und bei Phasenübertragungsreaktionen eingesetzt und ist auch als Ethoxymethylierungsmittel, Formaldehydäquivalent und Carbonylierungssubstrat nützlich.

## Sicherheitshinweise
Die Dämpfe von Diethoxymethan können mit Luft ein explosionsfähiges Gemisch (Flammpunkt −5 °C, Zündtemperatur 240 °C) bilden.